# Chlorocytus languriae
Chlorocytus languriae är en stekelart som först beskrevs av William Harris Ashmead 1896.  Chlorocytus languriae ingår i släktet Chlorocytus och familjen puppglanssteklar. Inga underarter finns listade i Catalogue of Life.